# Jessicah Schipper
Jessicah Schipper (n. 19 noiembrie 1986, Brisbane, Queensland, Australia) este o înotătoare ce a reprezentat Australia, medaliată olimpică. A participat la 3 ediții ale Jocurilor Olimpice (2004, 2008, 2012) în care a câștigat 4 medalii de aur și două medalii de bronz.